# Aincreville
Aincreville település Franciaországban, Meuse megyében. Lakosainak száma 81 fő (2022. január 1.). Aincreville Tailly, Bantheville, Cléry-le-Grand, Doulcon és Villers-devant-Dun községekkel határos.

## Népesség
A település népességének változása:
| Lakosok száma | 121  | 81   | 83   | 89   | 82   | 73   | 69   | 77   | 81   | 81   |
|               | 1968 | 1982 | 1990 | 2006 | 2013 | 2015 | 2017 | 2019 | 2020 | 2022 |